# حکمرانی فرهنگی
حکمرانی فرهنگی یا حاکمیت فرهنگی (به انگلیسی: Cultural Governance)، به معنای حکمرانی فرهنگ می‌باشد. این موضوع شامل سیاست‌ها و سیاست‌گذاری‌های فرهنگی می‌باشد که توسط دولت‌ها به پدید می‌آیند. علاوه بر این، در تعریف حکمرانی فرهنگی می‌توان آن را به اثرگذاری و نفوذ فرهنگی که به وسیله کنشگران غیردولتی و همچنین سیاست‌ها و رویه‌هایی که به صورت غیرمستقیم بر روی فرهنگ اثر می‌گذارند،‌ تعمیم داد.

## مفهوم
گرایش به بحث در رابطه با حکمرانی فرهنگی به جای سیاست، با اشاره به جابجایی گرایش از سیاست‌گذاران دولتی به پوشش دادن نفوذ سازمان‌های جامعه مدنی و بخش خصوصی، با تغییر گسترده‌تر از دولت به حکومت مطابقت دارد. همچنین یک تفسیر گسترده از «حکمرانی» با وجود پیامدهای فرهنگی، می‌تواند شامل سیاست‌ها و سیاست‌گذاری‌ها بوده و خارج از قلمروی سیاست‌های فرهنگی دولت قرار گیرد. تنوع فرهنگی یک اصطلاح بسیار گسترده است و طیف‌ها و نمودهای مختلف بسیاری را از طیف پیدا تا پنهان دربر می‌گیرد.
معنای دقیق «حکمرانی فرهنگی» تا حد زیادی به تعریف فرهنگ بستگی دارد؛ که اغلب، از منابع محدود گرفته تا مؤسساتی مانند موزه و سالن‌های کنسرت مرتبط به هنر وابسته بوده، و به معانی گسترده‌ای مانند شیوه زندگی یک جامعه یا نظام‌های آموزشی و نمادهای آن مرتبط است.
در دید وسیع‌تر، حکمرانی فرهنگی به صورت کلی به تولید مفهوم در یک جامعه از طریق طیف‌هایی نظیر صنعت فرهنگ، شکل‌گیری سلایق و استفاده از زبان می‌پردازد.